# TNCニュースレポート5:30
『TNCニュースレポート5:30』（ティーエヌシーニュースレポートごうさんまる）は、1980年4月5日から1985年3月31日まで5年間、テレビ西日本が週末夕方5時30分枠に生放送していた福岡県向けのローカルワイドニュース番組である。

## 番組概要
- 1980年3月30日まで同局でも放送されていた『FNNテレビ土曜夕刊』と、『FNNテレビ日曜夕刊』（ともにフジテレビ制作）の後継番組としてスタート。

- 正式タイトルは『TNCニュースレポート5:30 FNN』である。

- 番組前半ではフジテレビ発の全国ニュースとスポーツニュースを、後半では九州・沖縄のローカルニュースとあすの天気を放送していた。

- 土曜版はTNCだけでなくテレビ大分でも放送されていた。

- 番組は1985年春の改編で終了し、同年4月6日から1997年3月30日までは替わって『FNN TNCスーパータイム NEWS&SPORTS』の週末版が放送された。

- ENDクレジットでは、「FNNニュースレポート 終」という表示された。

## 放送時間
- 土曜日・日曜日 17:30 - 18:00（1980年4月5日 - 1985年3月31日）

## メインキャスター
- シフト勤務